# Planchonella grandifolia
Planchonella grandifolia är en tvåhjärtbladig växtart som först beskrevs av Nathaniel Wallich, och fick sitt nu gällande namn av Jean Baptiste Louis Pierre. Planchonella grandifolia ingår i släktet Planchonella och familjen Sapotaceae. Inga underarter finns listade i Catalogue of Life.